# رهاب الإسلام في السويد
 الإسلاموفوبيا في السويد أو رهاب الإسلام في السويد (بالإنجليزية: Islamophobia in Sweden)‏ يشير إلى مجموعة الخطابات والسلوكيات وغيرها مما يعبر عن مشاعر القلق والخوف والعداء والرفض تجاه الإسلام و/أو المسلمين في السويد. تاريخيا، المواقف تجاه المسلمين في السويد كانت مرتبطة مع كون العلاقات سلبية إلى حد كبير في أوائل القرن 16، وتحسنها في القرن 18، والبدء في الانخفاض مرة أخرى مع صعود القومية السويدية في أوائل القرن العشرين. وفقا لجوناس أوتربيك، المؤرخ السويدي للأديان، فإن المواقف تجاه الإسلام والمسلمين اليوم قد تحسنت ولكن «مستوى التحامل والحكم المسبق كان ولا يزال مرتفعًا.» الإسلاموفوبيا يمكن أن تكون من خلال التمييز في سوق العمل، التغطية المتحاملة في وسائل الإعلام، والعنف ضد المسلمين.

## التاريخ
في أوائل القرن 16، كانت الخطابات الشعبية الوجودية في السويد حول الإسلام سلبية إلى حد كبير، وتعمل على تصوير الدين بأنه متعصب، عنيف، قاسي، وعدواني. إحدى اللوحات الشعبية من القرن نفسه تصور سانت كريستوفر يحمل يسوع وهو طفل على كتفه، وينقذه من الماء التي يغرق بها البابا ومحمد. اللوحة كانت تهدف إلى الكاثوليكية، وتصور البابا ومحمد ب«أنبياء كاذبين». الأتراك كانوا غالبا ما يستخدمون كمرادف للمسلمين، حيث في كتاب صلاة مسيحي سنة 1609 يذكر: «يا رب يسوع المسيح احفظنا من الترك، التتار، البابا وجميع الطوائف». خلال القرن 17، جعلت المراسيم في نهاية المطاف ممارسة الإسلام غير قانونية، وكذلك أي دين آخر بعيدا عن كنيسة السويد. في 1734، أصبحت العضوية في كنيسة السويد شرطا للحصول على الجنسية، وبذلك فإن أي غير لوثري يمكن أن يمنع من دخول البلاد.
خلال القرن 18، شهد الرأي العام تجاه العالم الإسلامي تحسنا بعد التواصل المستمر مع الإمبراطورية العثمانية. أجرى الملك كارل الثاني عشر استثناءات في قوانين الجنسية في 1718، بما يتيح للمهاجرين المسلمين واليهود من الإمبراطورية العثمانية بأداء شعائرهم الدينية. تدهور الرأي العام تجاه الإسلام والمسلمين مرة أخرى في أوائل القرن العشرين بسبب صعود القومية والاستشراق في السويد. رئيس الأساقفة ناثان سود بريلوم، معلم ومرشد العديد من المستشرقين الرائدين في السويد، كان ناقدا بشدة للدين. كانت مواقف سود بريلوم مؤثرة جدا في الخطاب الأكاديمي، حيث كان فقط القليل من العلماء السويديين في ذلك الوقت لهم اتصال فعلي مع المسلمين.
بعد الحرب العالمية الثانية، اكتسب مفهوم التعددية الثقافية الدعم بين العامة في السويد والحكومة السويدية. خلال عقد الثمانينيات، أصبح وجود الإسلام ظاهرا في المجتمع السويدي للمرة الأولى وقوبل ذلك بردود فعل متفاوتة. جوناس أوتربيك المؤرخ السويدي للأديان، يرى أن معظم المشاعر المعادية للمسلمين في البلاد كانت مستمدة من المعارضة التقليدية للملابس الإسلامية مثل الحجاب والاعتقاد بأن الوهابية (وهي الحركة المحافظة داخل الإسلام) هي ممثلة لكامل طوائف الدين بشكل عام. في نهاية الثمانينيات، بدأت جماعات من المتطرفين ضد الأجانب تتهم المسلمين بكونهم «مشكلة مجتمعية كبيرة» وسبب للركود في اقتصاد السويد.
وفقا لدراسة استقصائية أجريت في التسعينيات للتحقيق في الرأي العام السويدي تجاه الإسلام. وجد أن غالبية السويديين «لديهم موقف سلبي نوعا ما أو للغاية عن الإسلام» ويعتبرون الإسلام «يتعارض مع الديمقراطية، قمعي ضد المرأة، وتوسعي بطبيعته». وجد القائمون بالدراسة أن وسائل الإعلام كانت مسؤولة إلى حد كبير عن تلك المواقف السلبية. تحسنت المواقف تجاه الإسلام والمسلمين في أواخر التسعينات وأوائل القرن ال21 ولكن وفقا لأوتربيك «مستوى التحامل كان ولا يزال مرتفعا.»

## في التوظيف
في كانون الأول / ديسمبر 2008 توصلت دراسة ينس أجيرستروم ودان-أولوف روث من جامعة لينيوس أنه «فيما يتعلق بالمواقف، في حين أن 49 ٪ من أرباب العمل أعلنوا صراحة عن وجود مشاعر سلبية تجاه العرب والمسلمين أكثر من الذكور السويديين الأصليين، يرى IAT أن ما لا يقل عن 94% لديهم موقف ضمني متحيز.» عندما نتحدث عن الإنتاجية، «78% ربطوا الذكور العرب المسلمين بإنتاجية أقل، ولكن فقط 12% أعلنوا ذلك صراحة (أن هذه الفئة المستهدفة تنتج أقل من الذكور السويديين الأصليين).» عندما سئل أرباب العمل مباشرة عما إذا كانوا يفضلون السويديين الأصليين عن الذكور العرب-المسلمين عند التعاقد مع الموظفين، «النصف قالوا نعم.» خلصت دراسة أجريت عام 2007 من قبل موا برسل من جامعة ستوكهولم إلى أن طلبات التوظيف من ذوي الأسماء التي تعتبر عرقيا سويدية كان لها ضعف فرصة الحصول على مقابلة عمل بالمقارنة مع هؤلاء الذين لديهم أسماء تبدو أجنبية، على الرغم من التطابق في المؤهلات. دراسة حديثة من عام 2012، استخدمت أسماء باللغة العربية وأسماء سويدية مع جعل مؤهلات ذوي الأسماء باللغة العربية أفضل وأكثر كفاءة، وجدت أنه مع ذلك فما زالت الأسماء السويدية تنال دعوات مقابلات وتوظيف أكثر. دراسات أخرى مثل تقرير عام 2013 من قبل سويديين مسلمين في شبكة التعاون قد أشارت إلى أن «كمية التمييز ضد المسلمين في سوق العمل مثيرة للقلق.»

## في التعليم
منظمة غير حكومية سويدية اسمها إكسبو ذكرت في 2015 أن كلا من العاملين في المدرسة والمواد التعليمية تعاني من عيوب في القدرة على تجنب التمييز والصور النمطية. استنتج بحث لجوناس أوتربيك أن الكتب المدرسية احتوت العديد من الصور النمطية عن الإسلام. في عام 1993 دراسة كجيل هارينستام خلصت إلى أن الكتب المدرسية غالبا ما تصور الإسلام على أنه «عسكري.» وجدت بحوث لينا سوير ومسعود كمالي في عام 2006 أن المناهج الدراسية في كثير من الأحيان تقدم سردا يدعم مفهوم «صراع الحضارات» بين المجتمع السويدي والعالم الإسلامي. دراسة الزهراء البياتي توصلت إلى أن «تصنيف وتفرقة الناس على أساس العرق في المجتمع يتم بناؤه في التعليم، على سبيل المثال في مجموعات العمل وغير ذلك.»

## في وسائل الإعلام
توصل بحث عن طريق يلفا برون في عام 2006، وFazlhashemi في عام 2007 إلى أن المهاجرين المسلمين على وجه الخصوص يعانون من وضعهم في فئة «الآخرين» ويعانون من الصور النمطية التي غالبا ما تربطهم بالسلوك العنيف. أصدرت وكالة حكومة سويدية تقريرا في عام 2015 ووجدت أن الصور النمطية عن المسلمين هي أقل انتشارا في وسائل الإعلام السويدية التي تديرها الدولة.

## في نظام العدالة
لا توجد قوانين في السويد تستهدف بشكل مباشر المسلمين ولكن نقاد قانون مكافحة الإرهاب الصادر سنة 2003، مثل شبكة السويديين المسلمين، يرون أن تعريفات الإرهاب في القانون هي واسعة جدا، مما يؤدي بالعديد من المسلمين الأبرياء أن يتم القبض عليهم مع سبب ضعيف أو لا سبب على الإطلاق. وفقا لتقرير في السويد عرض على البرامج الإخبارية Aktuellt وRapport، فإن 26 شخصا على الأقل قد تم إلقاء القبض عليهم واحتجز 15 ما بين عامي 2003 و2011. جميع الذين ألقي القبض عليهم كانوا مسلمين. الكاتب والصحفي يان غيو أسمى قانون مكافحة الإرهاب «قانون عنصري تحت الممارسة العملية.» في تقرير المجلس الوطني السويدي لمنع الجريمة في عام 2008 وجد أن المسلمين هم من الفئات الأقل تلقيا لمعاملة موضوعية في القضايا الجنائية وأن المخبرين ومصادر الدراسة ذكروا أن هناك ميل لعدم الثقة بالمسلمين المشتبه بهم، خصوصا إذا كانوا من الرجال. ووجدت الدراسة أن الصور النمطية ضد المسلمين موجودة في جميع الحالات تقريبا في نظام العدالة السويدي.

## في السياسة
وفقا للكاتب السويدي جي ليستر فيدر، معارضة الهجرة في السويد غالبا ما ترتبط مع فكرة «معارضة الجهاد» وتتحدث عن مخاوف من أن «الأمة [سوف] تنهار تحت وطأة هجرة المسلمين.»

## جرائم الكراهية
بعض المسلمين كانوا ضحايا للعنف بسبب دينهم. في تشرين الأول / أكتوبر عام 1991، شهرام خسروي، الطالب ذو الأصل الإيراني البالغ من العمر 25 عامًا، أصيب بعيار ناري في الوجه خارج جامعة ستوكهولم من قبل John Ausonius. في عام 1993، تم طعن اثنين من الشباب الصوماليين المهاجرين وتم حرق مسجد محلي في إحدى المدن السويدية. ذكرت الشرطة أن مرتكبي الطعن قاموا بذلك بدافع الكراهية العنصرية.
مركز الإمام علي الإسلامي في Järfälla، وهو أكبر مسجد شيعي في السويد، تعرض للحرق في مايو 2017 وتعتقد الشرطة أن الحرق كان متعمدًا.

### الهجمات على مسجد مالمو 2003 و2005
جرى هجوم تخريبي على مسجد مالمو في عام 2003، والذي بسببه تضرر المسجد ودمرت المباني الأخرى في المركز الإسلامي تماما. وقع هجوم آخر في تشرين الأول / أكتوبر 2005.

### 2014 إضرام النار في مساجد في السويد
وقعت سلسلة من هجمات الإحراق خلال أسبوع واحد في نهاية عام 2014 على ثلاثة مساجد في السويد. بالإضافة إلى تعرضها للهجوم عن طريق المولوتوف، تعرضت بعض المساجد لتخريب عن طريق كتابة عبارات عنصرية على الجدران.

## منظمات
Tryckfrihetssällskapet (جمعية حرية الصحافة) هي جماعة ضد المسلمين اكتسبت سمعة سيئة في عام 2012، عندما هاجم واحد من الأعضاء البارزين فيها واعتدى على امرأتين مسلمتين خارج مستشفى في مالمو وهو يصرخ بشتائم ضد المسلمين.

## المعارضة
بعد هجمات الحرق على المساجد أواخر عام 2014 العديد من السويديين علقوا قطع ورق على شكل قلوب على المساجد التي تعرضت للهجوم لإظهار التضامن مع المسلمين السويديين.